# François-Xavier Bianchi
François-Xavier Bianchi (Arpino, 2 décembre 1743 - Naples, 31 janvier 1815) est un Clerc régulier de Saint-Paul italien, directeur spirituel de nombreuses personnes illustres et reconnu saint par l'Église catholique. Il est surnommé l'apôtre de Naples. Il est commémoré le 31 janvier selon le Martyrologe romain.

## Biographie
Né à Arpino en 1743, il étudie au collège de Saint-Charles des pères Barnabites puis le droit à Naples. En 1762, il entre chez les Barnabites malgré la résistance de ses parents. Il fait son noviciat à Zagarolo dans le collège attaché à l'église de l'Annonciation et prononce ses vœux religieux le 27 décembre 1763. Il poursuivit ses études à Macerata, puis à Rome et enfin à Naples où il est ordonné prêtre en 1767.
Il enseigne au collège de Arpino pendant environ deux ans puis est envoyé au collège Saint-Charles à Naples où il enseigne la philosophie et les mathématiques. Ses vastes connaissances lui permettent d'occuper des postes de plus en plus important. En 1778, il est invité à enseigner dans l'université de Naples, l'année suivante il est membre de l'Académie royale des sciences et des lettres.
Son intense activité dans le domaine culturel ne l'empêche pas, cependant, de vivre en harmonie avec sa vocation religieuse. Il garde toujours des postes importants dans sa congrégation et devient un promoteur d'œuvres de bienfaisance. Il est le confesseur de Charles-Emmanuel IV de Sardaigne, de sa femme Clotilde de France, de nombreux cardinaux et évêques et le directeur spirituelle de sainte Marie-Françoise des Cinq-Plaies.
Sa renommée le fait appeler saint et apôtre de Naples alors qu'il est encore en vie ; selon ses biographes, il fait cesser d'une simple bénédiction la lave du Vésuve pendant les éruptions de 1804 et 1805. Dans les trois dernières années de sa vie, ses jambes sont couvertes de plaies jusqu'à empêcher tout mouvement. Il meurt le 31 janvier 1815.
Le pape Léon XIII le béatifie le 22 janvier 1893 et le pape Pie XII le canonise le 21 octobre 1951. Ses restes sont conservés dans l'église Santa Maria di Caravaggio de Naples. Sa fête est le 31 janvier.